# Estadio Miguel Ángel "Lito" Pérez
El Estadio Lito Pérez es un estadio de fútbol ubicado en la ciudad cabecera de la provincia de Puntarenas, costa del Pacífico de Costa Rica.
Popularmente se le conoce como "La Olla Mágica", una metáfora sobre el calor que impera habitualmente al jugar en esa cancha.

## Reseña
El estadio pertenece a la municipalidad de Puntarenas y lo utiliza el equipo de Puntarenas F.C.
Al estadio se le está mejorando la iluminación. La Municipalidad de Puntarenas tiene planeado que sea la mejor iluminación de toda Centroamérica. 
Acorde con el Ministerio de salud la Capacidad recomendada es de 4.105 espectadores:
- Gradería Norte o Sombra: 1680 personas
- Gradería Sur: 825 personas
- Gradería Este: 800 personas
- Gradería Oeste: 800 personas

Tiene pasto natural pero la empresa Score One Soccer que cuenta con acciones del Puntarenas Fútbol Club y que administrará el estadio por 10 años remodelará el mismo, ya se remodelaron los camerinos y zonas de prensa del estadio.
Se ubica 200 m al oeste de los Tribunales de Justicia, sobre Avenida Centenario. Puntarenas centro.

## Origen del nombre
El estadio debe su nombre al exfutbolista puntarenense Miguel Ángel "Lito" Pérez Treacy, quien fue un futbolista costarricense, nacido en la provincia de Puntarenas, y cuya carrera deportiva se desarrolló entre los años 1930 y 1945. Años después de su muerte, en 1974, su amigo y alcalde Municipal Lorgio Álvarez propuso su nombre para bautizar así el estadio de Puntarenas, moción que fue aprobada, logrando así "Lito" Pérez ser recordado para siempre en la "Perla del Pacífico".